# Лёхгау
Лёхгау (нем. Löchgau) — община в Германии, в земле Баден-Вюртемберг. 
Подчиняется административному округу Штутгарт. Входит в состав района Людвигсбург.  Население составляет 5371 человек (на 31 декабря 2010 года). Занимает площадь 10,95 км².

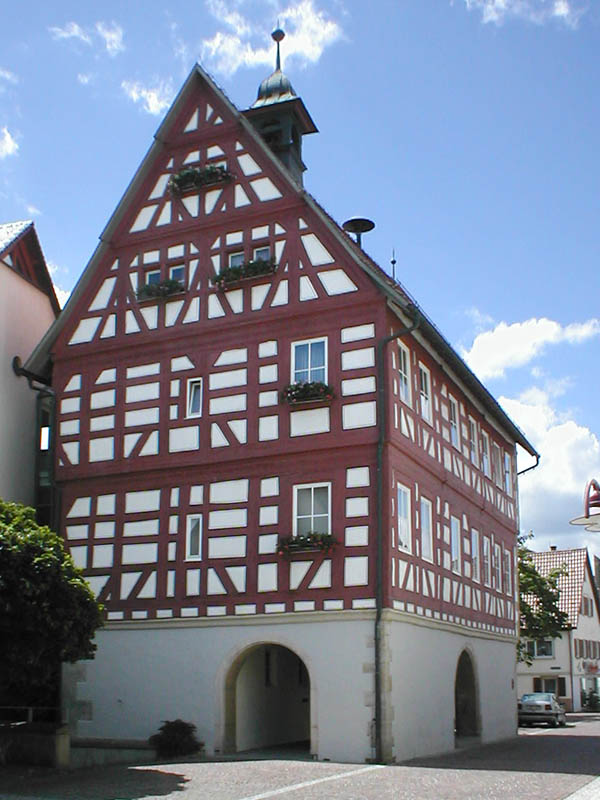
Ратуша в Лёхгау